# Басюк Юрій Андрійович
Юрій Андрійович Басюк (14 червня 2000 — 28 лютого 2023, біля с-ща Спірне, Донецька область) — український військовослужбовець Національної гвардії України, учасник російсько-української війни.

## Життєпис
Юрій Басюк народився 14 червня 2000 року.
Закінчив Збаразький ліцей № 1.
Загинув 28 лютого 2023 року біля с-ща Спірне на Донеччині.

## Вшанування пам'яті
У вересні 2023 року на фасаді Збаразького ліцею № 1 відкрили пам'ятну дошку на честь Юрія Басюка.